# روجر روسي
روجر روسي (بالإنجليزية: Roger Rossi)‏ هو ملحن وعازف بيانو أمريكي، ولد في 1940.